# القعقاع بن شور
القعقاع بن شور بن عقال بن حارثة الشيباني الربعي (53 ق هـ - 51 هـ / 570 - 671م): من مخضرمي الجاهلية والإسلام من أهل العراق. ِوالي، شاعر، فارس،ومن أشراف العرب في الجاهلية والإسلام.وهو صاحب المطامير الفرس المشهورة،ومن أصحاب الشاعر المسيب بن علس.
قاتل أهل الردة بعد وفاة النبي محمد، وولاه أبو بكر الصديق قتال علقمة بن علاثة العامري وقبائل قيس عيلان، وجاء في الكامل في التاريخ: « فلما توفي النبي صلى الله عليه وسلمأقبل مسرعا حتى عسكر في بني كعب . فبلغ ذلك أبا بكر ، فبعث إليه سرية عليها القعقاع بن عمرو، وقيل: بل قعقاع بن سور، وقال له ليغير على علقمة لعله يقتله أو يستسره». وقد أرسله عمر بن الخطاب في ألف فارس إلى سعد بن أبي وقاص، وقال: «قد أنفذت إليك ألفي رجل» فوصفه عمر بألف رجل، وفي ذلك قال الشيخ الطوسي: «روي عن عمر أنه لما كتب إلى سعد بن أبي وقاص وقد أنفذ إليه القعقاع بن شور مع ألف رجل وقد أنفذت إليك ألفي رجل، فعبر عن القعقاع وحده بعبارة الألف لما اعتقده من أنه يسد مسد الألف في الحرب».
كان القعقاع من رجال علي بن أبي طالب، وأقامه عليّ والياً على ميسان وكسكر. لكنّه أمر لمرأة بصلة من الخراج، فطالبه عليا بالمال الحاصل في بيت المال، فأنكر ذلك وتحول إلى معاوية بن أبي سفيان.وكان أحد الأشراف الذين شهدوا لزياد بن أبيه أن حجر بن عدي خلع الطاعة، ودعا إلى الحرب والفتنة. عاش القعقاع طويلا حتى ناهز المئة، ومات في خلافة معاوية بن أبي سفيان، قال أبو عبيدة: «وعمر القعقاع بن شور طويلاً وأدرك خلافة معاوية فنادمة وفي أيامه توفي».
وكان القعقاع من أطلق الناس لسانا وأحسنهم وجها ومن أسمحهم كفا، قال ابن الكلبي: «القعقاع بن شور بن عقال، كان أحسن وجها وأسخاهم كفّا»، وقال دغفل الذهلي: «القعقاع ابن شور الذي كان أكرم العرب مجالسة، وأفصحهم لسانا، وأحسنهم وجها، وأكرمهم طروقة».وقال أبو عبيدة «وكان المسيب بن علس يتردد على القعقاع بن شور ويمدحه ويأل صلاته، وكان القعقاع من الأجواد والأسخياء سيدا».
لقب الأخطل القعقاع بالمغمر،وهو لقب للرجل الذي تغمره الرجال أي تفضله وتقدمه وتعلو عليه. وكان يضرب به المثل في حسن المجاورة والجود، قيل: كان يجعل لمن جالسه نصيبا من ماله ويعينه على عدوه ويشفع له في حوائجه ثم يغدو إليه بعد المجالسة، شاكرا.وفيه يقول الشاعر: «وكنت جليس قعقاع بن شور ولا يشقى بقعقاع جليس».

## النسب
- القعقاع بن شور بن عقال بن حارثة بن عباد بن امرئ القيس بن عمرو بن شيبان بن ذهل بن ثعلبة بن عكابة بن صعب بن علي بن بكر بن وائل بن قاسط بن افصى بن دعمي بن جديلة بن أسد بن ربيعة.[23]وقيل: القعقاع بن شور بن نعمان بن عقال بن حارثة بن عباد بن امرئ القيس بن عمرو بن شيبان بن ذهل.[24][25]
- زوجاته
  - ناجية بنت هانئ بن قبيصة بن هانئ بن مسعود الشيبانيّ، أم ولده النضر.[26]
  - بحرية بنت هانئ بن قبيصة بن هانئ بن مسعود الشيبانيّ، تزوجها بعد مقتل عبيد الله بن عمر بن الخطاب.[27][28]
- ابناءه
  - النضر بن القعقاع: من فرسان الحجاج الثقفي،[26]قتله شبيب الخارجي سنة 76 هـ.[29]وكان شبيب في بدئه وهو شاب، قد نزل بيت القعقاع في خلافة معاوية.[30]
  - نافع بْن القعقاع. ومن ولده: جعفر بن نافع بن القعقاع، من الزعماء له أخبار أيام ولاية عبد الله بن عمر بن عبد العزيز.[31]
  - تاجة بنت القعقاع وهي زوجة الربيع بن زياد بن أبي سفيان وهو أخو عبيد الله بن زياد.[32]

## وفاته
عمر القعقاع طويلا حتى ناهز المئة، ومات في خلافة معاوية بن أبي سفيان سنة 51 هـ، قال أبو عبيدة: «وعمر القعقاع بن شور طويلاً وأدرك خلافة معاوية فنادمة وفي أيامه توفي».وزعم أبو مخنف ومن نقل عنه: أن القعقاع سعى في تفريق الناس عن مسلم بن عقيل سفير الحسين بن علي لأهل الكوفة، متواطئا مع عبيد الله بن زياد، ولعله ابنه النضر بن القعقاع المقتول سنة 76 هـ.